# Военторг на Воздвиженке
Военторг на Воздвиженке («Дом Экономического общества офицеров», Центральный военный универсальный магазин) в Москве находился на улице Воздвиженка, дом 10. Здание в стиле модерн с элементами ар-деко было построено в 1910—1913 годах по заказу Экономического общества офицеров Московского военного округа. Проект здания Военторга был выполнен архитектором С. Б. Залесским и удостоен премии Московской городской думы (1910). Несмотря на протесты общественности, снесён по решению Ю. М. Лужкова в 2003 году.

## История Военторга

Парадная лестница, 1916

На этом месте в середине XVIII века находилась усадьба Матюшкиных, перешедшая к середине XIX века к дворянскому роду Базилевских. Строения усадьбы перестраивались в 1828 и 1849 годах.
В 1910 году Экономическое общество офицеров Московского военного округа объявило конкурс на проект застройки перешедшей к нему территории усадьбы большим торговым зданием и доходными домами. В конкурсе победу одержал проект архитекторов И. И. Рерберга и В. К. Олтаржевского, однако заказчик поручил строительство архитектору С. Б. Залесскому, проект которого занял второе место и был отмечен специальной архитектурной премией Московской городской думы. Проект Залесского предусматривал максимально возможное использование площадей здания в соответствии с требованиями того времени. В создании проекта также принимали участие инженеры Маршак и Финкельштейн. Здание было возведено на красной линии Воздвиженки в 1912—1913 годах.
На нижних трёх этажах построенного здания разместились лавки и магазины, на четвёртом этаже — конторские помещения, на пятом — швейные, портняжные и обувные мастерские, подвал и мансарды были отданы под склады товаров. Проект также предусматривал столовые для рабочих и служащих торгового здания. Вскоре после окончания строительства здания в нём в декабре 1910 — январе 1911 года прошла первая инаугурационная выставка нового объединения художников «Бубновый валет», среди членов которого были П. П. Кончаловский, Н. Е. Кузнецов, А. В. Куприн, А. В. Лентулов, С. И. Лобанов, И. И. Машков, А. А. Осмеркин, Р. Р. Фальк, А. А. Экстер, М. А. Фейгин и другие, положившая официальное начало образованию этого объединения живописцев.
Часть здания являлась жилой. В квартире № 4 около пятнадцати лет жил венгерский и советский деятель коммунистического движения Бела Кун.
За свою историю Центральный военный универсальный магазин (ЦВУМ) не менял своего назначения, всегда оставаясь главным военным универмагом страны. В 1994 году оптово-розничное торговое предприятие «Центральный военный универсальный магазин» было приватизировано в соответствии с Распоряжением Правительства РФ от 16 мая 1994 г. N 694-р, а в 1995 году 60 % акций вновь созданного ОАО «Торговый дом „Центральный военный универсальный магазин“», а также здания по ул. Воздвиженке (дом 10/2, строения 1 и 2) были переданы в государственную собственность г. Москвы.
В 1992 году из-за деформации несущего каркаса в здании произошла авария — обрушилась мраморная плита, отколовшаяся от облицовки колонн на уровне 4 этажа. В результате одна сотрудница Военторга — продавец отдела сувениров — погибла, ещё одна получила серьёзную черепно-мозговую травму и стала инвалидом. В связи с аварийным состоянием универмаг был закрыт.
В 1994 году универсальный магазин был закрыт в связи с нерентабельностью работы.
С 1995 года здание Военторга принадлежало Правительству Москвы и нескольким частным лицам, среди которых был певец Иосиф Кобзон. Существовали планы по реконструкции здания под размещение в нём аукционного дома по продаже антиквариата.
27 ноября 1998 года мэр Москвы Ю. М. Лужков издал распоряжение о проведении оценки и продаже акций ОАО «Торговый дом „Центральный универсальный магазин“», которому принадлежало историческое здание. Согласно указанному распоряжению, после продажи акций часть средств должна была поступить в федеральный бюджет. Однако, по словам заместителя министра имущественных отношений РФ С. В. Моложавого, акции Военторга были проданы без уведомления федеральных властей и федеральный бюджет доходов от сделки по продаже акций не получил.
В 2000 году Правительство Москвы провело открытый аукцион по продаже 97,8 процента акций ОАО «Торговый дом „Центральный универсальный магазин“», победителем в котором был признан холдинг «МосЭкспо», перечисливший в качестве залога 2,2 миллиона долларов.
В 2002 году 99,4 % акций ЗАО «Торговый дом „ЦВУМ“» перешло в собственность группы «АСТ» предпринимателя Тельмана Исмаилова, который, по мнению некоторых СМИ, считается приближенным и другом Ю. Лужкова.

## Архитектура

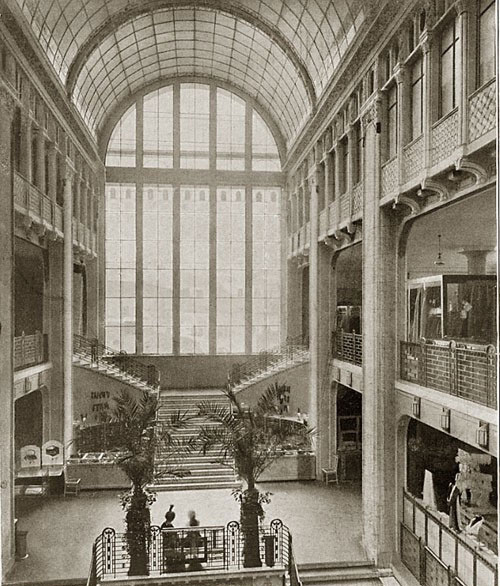
Атриум Военторга, 1913

Среди достоинств архитектурного проекта, позволивших ему выиграть конкурс, — чёткая вертикальная структура здания, поддерживаемая чередой узких окон. Фасад здания был выдержан С. Залесским в стиле модерн, оформлен скульптурами витязей и барельефами на фольклорную тематику, что было связано со 100-летием Бородинской битвы, праздновавшимся во время строительства. В конструкции здания были широко использованы железобетонные конструкции: балки, колонны, перемычки окон и перекрытия.
Внутренняя планировка, заимствованная из проекта универсального магазина «Тиц» в Дюссельдорфе архитектора Йозефа Ольбриха, поражала простором и изысканностью: главная лестница, освещённая большим окном со двора, была облицована итальянским мрамором, стены и колонны атриума были украшены живописью, стены буфета на третьем этаже были отделаны панелями из полированного американского ореха. На всю высоту здания был устроен центральный холл со световым фонарём, поддерживаемый железобетонными конструкциями. Рядом с буфетом находилась гостиная в стиле Людовика XV, обставленная отреставрированной старинной мебелью.

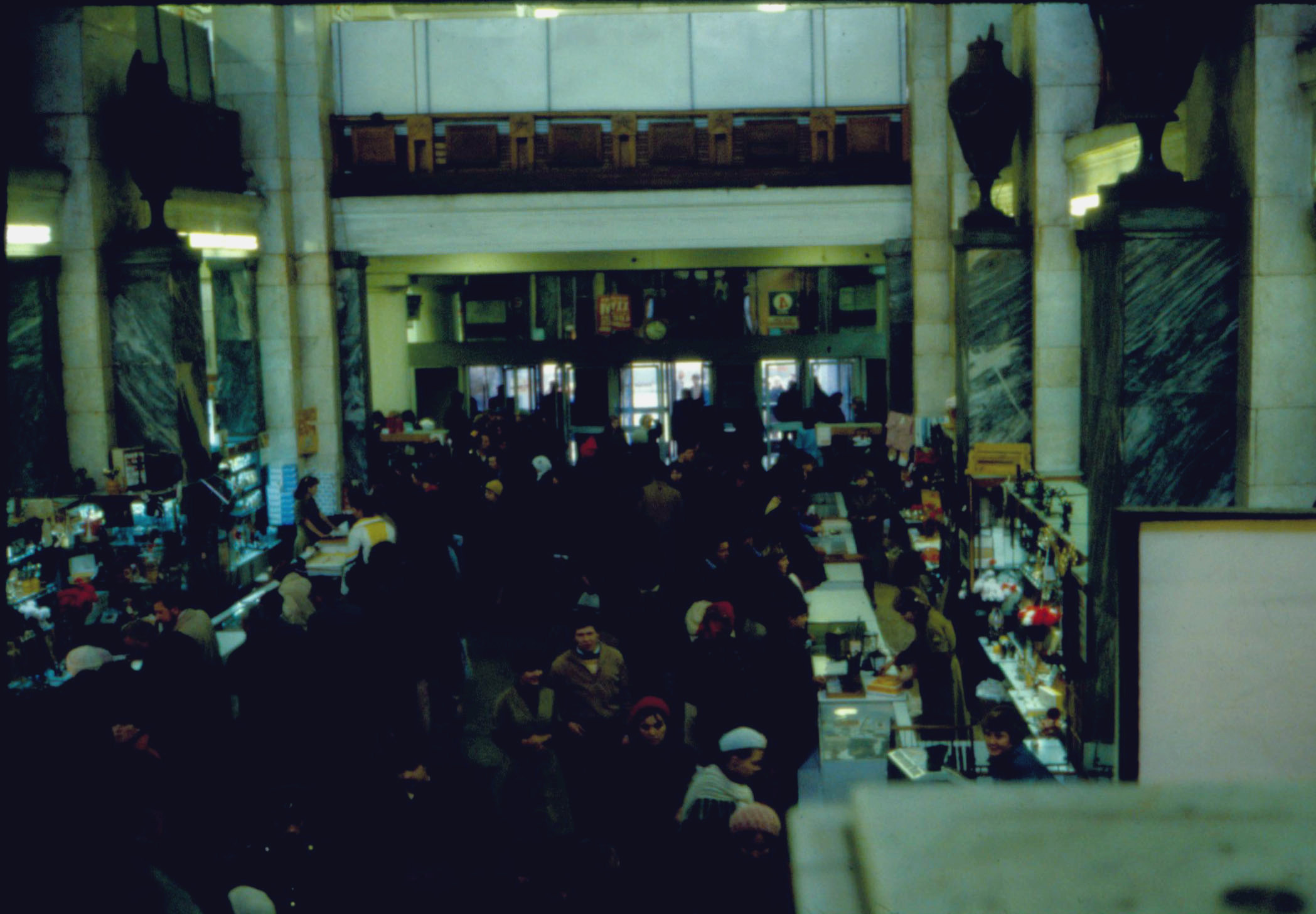
Общий вид центрального зала, 1982 год.

В 1935 году в интерьер здания были внесены серьёзные изменения: световой фонарь в атриуме был заменён на глухое сводчатое перекрытие, устроены переходы-мостики на втором и третьем этажах, парадная лестница была демонтирована, а для возведения новой лестницы одна из стен здания была перенесена на несколько метров в глубь двора. Новая лестница Военторга стала известна печальным событием: 6 ноября 1959 года от острой сердечной недостаточности на ней скончался выдающийся русский архитектор-конструктивист И. И. Леонидов. В ходе реконструкции также были расширены пилоны между первым и вторым этажами центрального зала, а на них помещены скульптуры, заменённые впоследствии на вазы.

## Разрушение
10 сентября 2003 года архитектурный совет под председательством главного архитектора Москвы А. В. Кузьмина, рассмотрев проект реконструкции Военторга, вынес отрицательное решение по вопросу о возможном сносе здания. Архитектурный совет указал на серьёзные недостатки в проекте реконструкции, среди которых были названы недостаточное градостроительное обоснование, непродуманность вопросов использования реконструированного здания, произвольное увеличение площадей застройки и нарушение законодательства об охране памятников истории и культуры. Заказчиками и проектировщиками реконструкции не были учтены результаты проведённой в апреле 2003 года экспертизы, подтвердившей градостроительное значение здания Военторга и художественную ценность его фасадов и интерьеров. Тем не менее, в том же году мэром Ю. М. Лужковым было подписано постановление Правительства Москвы № 439-ПП «О реконструкции строений по адресу: ул. Воздвиженка, д. 10/2 и Б. Кисловский пер., д. 4».
В августе 2003 года министр культуры М. Е. Швыдкой обратился с письмами к президенту В. В. Путину и мэру Москвы Ю. М. Лужкову с призывом остановить снос «Военторга».
Разборка Военторга и окружающих его зданий была начата в августе и завершена к началу октября 2003 года. При сносе были разрушены сводчатые палаты начала XVIII века, а также ампирный флигель 1828 года.
С 12 по 16 мая 2004 года в ЦДХ на Крымском Валу в рамках проведения международной выставки «Арх Москва» была представлена экспозиция Государственного научно-исследовательского музея архитектуры им. А. В. Щусева «Утраты», представляющая собой символические могилы Военторга, гостиницы «Москва» и Манежа.

### Полемика вокруг сноса
Директор Музея архитектуры имени А. В. Щусева Д. А. Саркисян:

Вместо элегантного модерна, архитектурной гордости Москвы, возводится заурядное сооружение «в старинном стиле». Совмещение чудовищной трёхэтажной мансарды, круглого купола по новой московской моде и элементов модерна — вопиющая безвкусица, провинциальная гадость. Извините, других слов у меня нет. Но они и этих не понимают.

Московские власти придерживались противоположного, сугубо бытового мнения.
Мэр Москвы Ю. М. Лужков:

«Военторг» шикарно получился. И здесь есть подземный паркинг. На прежнем месте у входа воины со щитами.

Руководитель стройкомплекса Москвы В. И. Ресин:

Это как выбирать жену — кому-то нравятся блондинки, кому-то — брюнетки. Ноги длинные или короткие, уши такие, сякие, а в целом оно симпатичное. Новодел? — Да, новодел. Нельзя сказать, что это старое. Но в центре города сделали 35 тысяч м² парковочных, 47 тысяч мест под землей. Радоваться надо.

Несмотря на критику ряда СМИ по поводу внешнего вида и общих параметров нового здания Военторга, я считаю, что это вполне нормальное здание, в целом получилось очень симпатично.

1-й вице-президент общественной организации «Ассоциация строителей России», советник В. И. Ресина Л. А. Казинец:

А что Военторг? Кто решил, что это интересное здание? Должны быть четкие классификаторы объектов, которые действительно являются памятниками. Такие, как список ЮНЕСКО. Почему город должен умирать, как Венеция? Почему нам не строить новые красивые дома? <...> В центре 70 процентов зданий не представляют никакого интереса. Зачем эти халупы поддерживать? На какие средства? Я за то, чтобы в городе всё старьё вычистить.

## Торгово-офисный центр

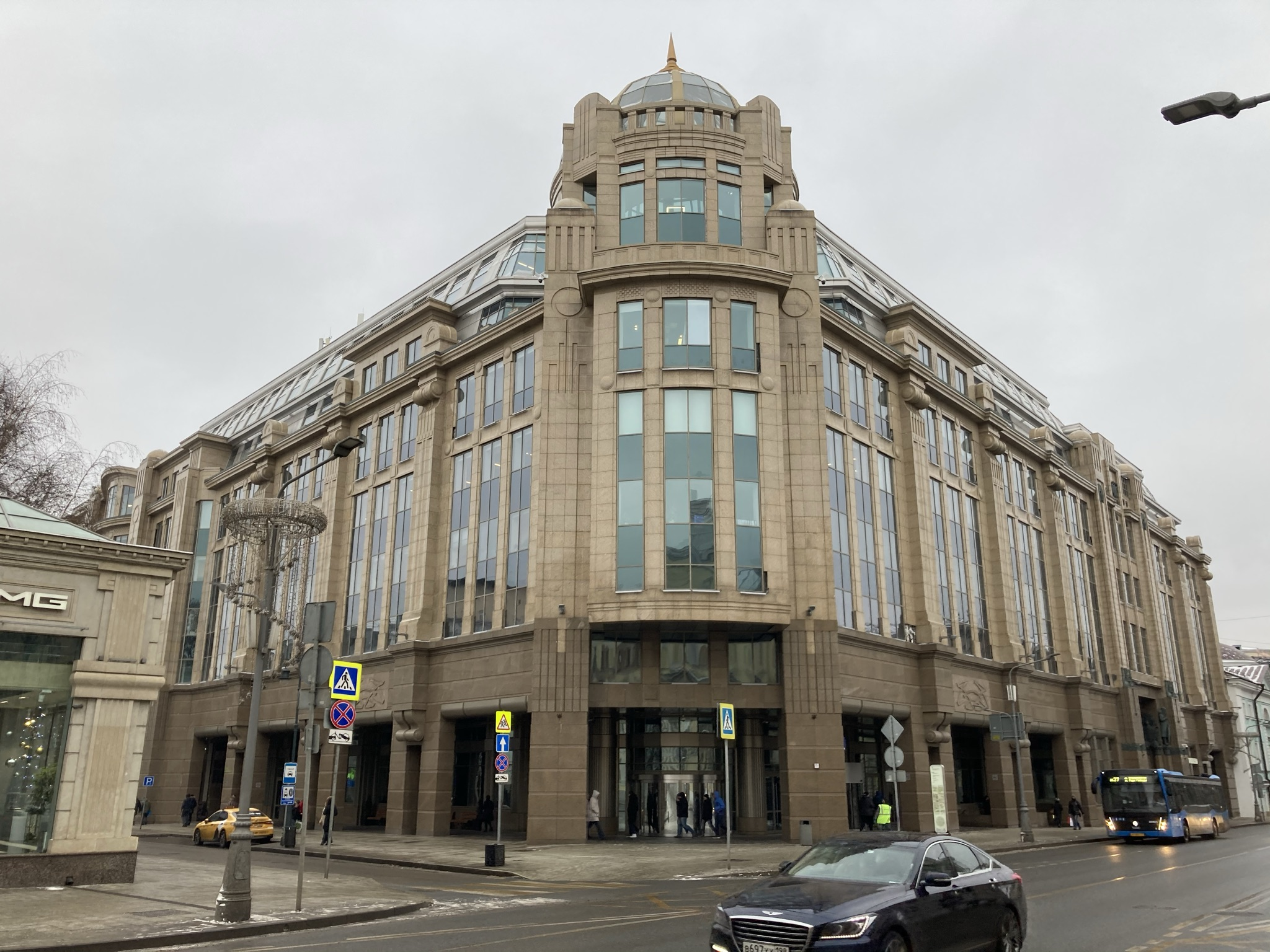
Бизнес-центр «Военторг» («Воздвиженка-центр»)

Проект нового многофункционального комплекса на месте разрушенного памятника архитектуры был разработан главным архитектором Мастерской № 7 ГУП «Моспроект-2 им. М. В. Посохина» В. В. Колосницыным, известным также «воссозданием» гостиницы «Москва». При проектировании не была произведена научная фиксация интерьеров здания, проектировщиками не была учтена художественная ценность фасадов и интерьеров. В строительство нового торгово-офисного центра было инвестировано 140 миллионов долларов.
Несмотря на заверения главного архитектора города А. В. Кузьмина о сохранении в ходе реконструкции объемно-пространственного решения в соответствии с требованиями охранных зон Кремля, максимальном приближении внешнего облика здания к историческому и восстановлении интерьера центрального зала, облик здания по сравнению со снесённым Военторгом претерпел существенные изменения. Объём торгово-офисного центра в шесть раз превосходит историческое здание, наземная часть нового «Военторга» стала выше на два этажа. Вместо прямоугольной угловой башни появилась скруглённая с куполом и шпилем, ликвидированы эркеры и поэтажные членения, вместо одного атриума появилось три новых. Построенное торгово-офисное здание имеет площадь 72 500 квадратных метров против 16 000, существовавших в Военторге. Изменилось цветовое решение фасада и отделочные материалы, использованные в отделке: цоколь Военторга был облицован темно-зелёным гранитом, а первый этаж — серым гранитом, остальная часть исторического здания была оштукатурена цементом с мраморной крошкой. Фасад нового здания полностью отделан коричневатым гранитом. В целом здание перестало соответствовать стилю модерн.
Известный историк архитектуры и архитектурный критик Григорий Ревзин так охарактеризовал здание, воздвигнутое на месте Военторга:

Вообще все черты, делавшие это здание памятником «венского» модерна начала XX века, тщательно убраны, и во всех деталях, членениях и пропорциях это характерный офисно-торговый центр лужковского стиля.

Весной 2009 года компания Тельмана Исмаилова «АСТ» продала 50 % акций ЗАО «Торговый дом „ЦВУМ“» компании Сулеймана Керимова «Нафта-Москва», а к осени Сулейман Керимов стал основным владельцем здания.
По опросу ведущих московских архитекторов, проведённому в начале 2010 года журналом «Forbes», торгово-офисный центр «Военторг» занял первое место в списке «самых уродливых зданий столицы».
В апреле 2014 года сеть магазинов «Детский мир» стала арендатором «Военторга» на Воздвиженке для открытия в здании своего флагманского магазина. Договор аренды заключен на 10 лет. Открытие магазина прошло 27 августа 2014 года.
В 2010 году Керимов передал здание миллиардеру Дмитрию Рыболовлеву в обмен на акции «Уралкалия». В 2017 году офисный центр выкупила Fosun Group, принадлежащая китайскому инвестору Го Гуанчану. Весной 2021 года стало известно, что Fosun в свою очередь планирует продать здание за 17 миллиардов рублей.
В настоящее время здание является штаб-квартирой государственной корпорации развития «ВЭБ.РФ».